# 2015-ös magyar teniszbajnokság
A 2015-ös magyar teniszbajnokság a száztizenhatodik magyar bajnokság volt. A bajnokságot augusztus 11. és 17. között rendezték meg Budapesten, a Golden Ace Sport & Tennis Clubban.

## Eredmények
| Versenyszám  | Arany                                             | Arany | Ezüst                                                   | Ezüst | Bronz | Bronz |
| ------------ | ------------------------------------------------- | ----- | ------------------------------------------------------- | ----- | --- | ----- |
| Férfi egyéni | Nagy Péter Fagyas Team                            |       | Tóth Csongor Panakor TC                                 |       | Filipenkó Viktor Siófoki SpartacusBalázs Attila MTK                                                        |       |
| Női egyéni   | Gálfi Dalma MTK                                   |       | Fekete Lili Diego SC                                    |       | Bukta Ágnes Budaörsi SCStolmár Rebeka Ábris Team 2010 TSE                                                  |       |
| Férfi páros  | Nagy Péter, Gödry Levente Fagyas Team, MTK        |       | Noszály Sándor, Szintai Dávid Diego SC, MTK             |       | Szatmáry Adrián, Szendrői László Tálentum TC, Budaörsi SCBöröczky Zoltán, Horváth Péter Fagyas Team        |       |
| Női páros    | Bukta Ágnes, Udvardy Panna Budaörsi SC, Siófok KC |       | Horváth Adrienn, Zsitvay Adrienn Diego SC, Pécs 2000 TC |       | Békefi Bianka, Fekete Lili Ábris Team 2010 TSE, Diego SCÁbrahám Vivien, Zádor Eszter Vasas SC, Tálentum TC |       |